# Station Valy u Přelouče
Station Valy u Přelouče (Valy bij Přelouč) is een spoorwegstation in de Tsjechische gemeente Valy. Het station ligt aan lijn 010, die van Kolín via Pardubice naar Česká Třebová loopt.
Ongeveer 200 meter ten zuiden van het station ligt nog een spoorwegstation. Station Valy u Přelouče ligt net na de splitsing van lijn 010 en lijn 015, het andere station, station Valy u Přelouče zastávka, ligt ook vlak na de splitsing, maar dan niet aan lijn 010 maar aan lijn 015.
Kolín · Kolín dílny · Starý Kolín · Záboří nad Labem · Týnec nad Labem · Kojice · Chvaletice · Řečany nad Labem · Lhota pod Přeloučí · Přelouč · Valy u Přelouče · Pardubice-Opočínek · Pardubice-Svítkov · Pardubice hlavní nádraží · Pardubice-Pardubičky · Pardubice-Černá za Bory · Kostěnice · Moravany · Uhersko · Sedlíšťka · Zámrsk · Dobříkov u Chocně · Sruby · Choceň · Brandýs nad Orlicí · Bezpráví · Ústí nad Orlicí · Ústí nad Orlicí město · Dlouhá Třebová · Česká Třebová